# 时功璧
时功璧（1875年—1927年），字伯弼。湖北枝江人。中国民主革命家、中华民国政治人物。

## 生平
时功璧早年就学于武昌自强学堂。1902年，吴禄贞从日本留学归国后，时功璧参与吴禄贞的革命活动。1903年，时功璧从日本留学归来，参加“昌明公司”的活动。吴禄贞等人在花园山李廉方寓所秘密组织花园山聚会，时功璧和其三弟时功玖经常参加聚会，并成为骨干。该组织还通过四处放映幻灯片宣传革命，时功璧负责管理幻灯机和幻灯片。他还和瞿芹荪、蒯立三等人在武昌察院坡横街头设立教育图书社，销售革命书刊，后来遭到政府查禁。1904年7月3日，吕大森、刘静庵、胡瑛、宋教仁等成立科学补习所，时功璧任该组织的财务会计。后因黄兴领导的华兴会长沙起义失败，有关该组织和华兴会关系的文件被政府查获，1904年10月科学补习所遂被湖广总督张之洞查封。后来，时功璧参加了刘静庵、曹亚伯于1906年2月成立的日知会，时功璧负责将该会翻印的《革命军》、《猛回头》、《黄帝魂》、《湖北学生界》等革命刊物散发到武昌各处。
1906年春，时功璧加入中国同盟会。同年冬，日知会受孙中山指示，准备配合萍浏澧起义，但被张之洞觉察，日知会总干事刘静庵等多名会员被捕后遭到杀害。因为父亲时象晋是制台衙门文案，时功璧遂免遭查处。1907年，他加入彭养光等人成立的安郡公益社。他还发动学界营救被捕的日知会会员。后来，他奉命赴南洋荷属东印度任教，并在学校创办书报社，宣传革命。1911年武昌起义后的战争期间，时功璧负责在武昌与汉口之间传递信息。
南京临时政府成立后，1912年2月，时功璧任湖北造币厂厂长。任内他提出改革币制，统一货币的主张。他建议暂时实行虚金本位制，废除银本位，待今后财政状况好转时，实行金本位。他还建议将银币和铜币定为十进位辅币，并注意用料成色及重量，防止用料价格发生波动时辅币被熔化以牟利。这些建议受到财政部采纳。1914年，他因被人检举有贪污嫌疑而多次上书要求辞职。其辞呈被批准后，他回到家乡，任船运海关“大正关”的负责人，并开设药铺、棉花行。晚年，他因经营得法而十分富裕。
1927年，他在家乡病逝。

## 家庭
- 父：时象晋
- 二弟：时功璠
- 三弟：时功玖